# Óhodász
Óhodász (németül: Althodis, horvátul: Stari Hodas) Városhodász része, egykor önálló  község Ausztriában Burgenland tartományban a Felsőőri járásban.

## Fekvése
Rohonctól 7 km-re nyugatra, a Kőszegi-hegység déli oldalán fekvő hegyvidéki település.

## Nevének eredete
A falut egykor hódvadászok lakták, innen a neve.

## Története
1374-ben "Hodaz" néven említik először, a Németújvári grófok alapították német telepesekkel. 1465-ben "Hodas", 1478-ban "Hodacz", 1491-ben "Hadaaz" alakban említik. Rohonc várának uradalmához tartozott.
1532-ben a török teljesen elpusztította, 1559-ben a Batthyányak horvátokkal telepítették újra.  1580 körül lakói felvették a református hitet. 1621-ben Bethlen hadai felégették. 1634-ben gróf Batthyány Ádám áttérését követően lakói is visszatértek a katolikus hitre. 1650-ben pestis néptelenítette el.
Vályi András szerint " Ó, és Új Hodász. Hodis. Egygyik mező Város, másik falu Vas Vármegy. földes Urok G. Batthyáni Uraság, lakosai katolikusok, és evangelikusok, fekszenek Szalonakhoz 1 1/4 mértföldnyire, Inczédhez sem meszsze, földgyeik termékenyek, réttyeik jók, fájok tűzre, és épűletre van."
Fényes Elek szerint "Ó-Hodász, horvát falu, Vas vmegyében; 179 kath. lak. A rohonczi urad. tartozik."
Vas vármegye monográfiája szerint "Ó-Hodász. Házszám 50, lélekszám 316. Lakosai r. kath. vallású horvátok. Postája Város-Hodász, távírója Rohoncz. A falu házai szétszórtan, hegyoldalon fekszenek. Földesura a Batthyány-család volt."
1910-ben 336, többségben horvát lakosa volt, jelentős cigány kisebbséggel. A trianoni békeszerződésig Vas vármegye Kőszegi járásához tartozott. 1921-ben Ausztria Burgenland tartományának része lett. 1971-ben közigazgatásilag Városhodászhoz csatolták.

## Nevezetességei
- A „Szent Kereszt Felmagasztalása” tiszteletére szentelt római katolikus temploma.
- A településen 4 km hosszú Európában egyedülálló gomba tanösvény található.

## Külső hivatkozások
- Óhodász a dél-burgenlandi települések honlapján
- Városhodász az Írottkői natúrpark honlapján
- Geomix.at[halott link]